# هلال هلال
هلال هلال (مواليد 1966)، سياسي سوري شغل منصب الأمين العام المساعد السابق للفرع القطري السوري لحزب البعث، وكان أمين الحزب لقيادة فرع حلب في عام 2011. خدم لفترتين كعضو في قيادة فرع حلب للحزب. في بداية عام 2014 بعد تعيين أسامة حامد عدي رئيسا للقيادة في القطر السوري أصبح هلال هلال يده اليمنى.